# Kroktjärnarna (Ragunda socken, Jämtland, 702639-151315)
Kroktjärnarna är en sjö i Ragunda kommun i Jämtland och ingår i Indalsälvens huvudavrinningsområde.